# Dan Schneider
Daniel James Schneider (Memphis, 14 januari 1966) is een Amerikaans acteur, schrijver en producent van films en televisieseries. Hij is de eigenaar van het productiebedrijf Schneider's Bakery, Inc, maar vooral bekend vanwege zijn invloed als producent bij Nickelodeon van 1994 tot 2019. Sinds 2018 heeft hij aanzienlijke media-aandacht en controverse gekend vanwege talrijke beschuldigingen van ongepast gedrag en andere wangedrag.
Schneider verzorgde de productie van All That, The Amanda Show, Kenan and Kel, Drake and Josh, Zoey 101, iCarly, Victorious, Sam & Cat, Henry Danger, Game Shakers en De Avonturen van Kid Danger.

## Acteercarrière (1984-2008)
In de jaren 80 had Schneider zijn filmdebuut in Making the Grade (1984), waarop Better Off Dead (1985), The Big Picture (1989) en Happy Together (1989) volgde, waar hij samenwerkte met onder anderen Patrick Dempsey. In 1986 kreeg Schneider landelijke bekendheid door zijn rol als Dennis Blunden in de ABC-sitcom Head of the Class. Deze serie liep vijf seizoenen lang, van 1986 tot 1991. In 1992 kreeg Schneider een hoofdrol in de film Home Free, als vriend van de hoofdpersoon, gespeeld door Matthew Perry.
Nadat hij besloot om achter de schermen te gaan werken, bleef hij nog steeds acteren, maar dit deed hij in zijn eigen series/films. Hij had bijvoorbeeld een rol in de film Good Burger, geschreven en geproduceerd door hemzelf. Hierop volgend had hij nog verscheidene kleine cameo-optredens in zijn eigen shows, zoals als gekke taxichauffeur in de laatste aflevering van Zoey 101, Chasing Zoey, en als concurrerende supermarkteigenaar in Kenan & Kel.

## Productietijd (1993-2023)
Schneiders carrière kwam in een stroomversnelling naarmate hij begon met schrijven en produceren. Met zijn bedrijf Schneider's Bakery produceerde hij verscheidene succesvolle televisieseries.
Schneider is de bedenker en uitvoerend producent van de volgende televisieseries:
| Serie                       | Jaar      | Zender      |
| --------------------------- | --------- | ----------- |
| iCarly                      | 2021-2023 | Paramount+  |
| Danger Force                | 2020-2024 | Nickelodeon |
| De avonturen van Kid Danger | 2018      | Nickelodeon |
| Game Shakers                | 2015-2019 | Nickelodeon |
| Henry Danger                | 2014-2020 | Nickelodeon |
| Sam & Cat                   | 2013-2014 | Nickelodeon |
| Victorious                  | 2010-2013 | Nickelodeon |
| iCarly                      | 2007-2012 | Nickelodeon |
| Zoey 101                    | 2005-2008 | Nickelodeon |
| Drake & Josh                | 2004-2008 | Nickelodeon |
| What I Like About You       | 2002-2006 | The WB      |
| The Amanda Show             | 1999-2002 | Nickelodeon |
| Guys Like Us                | 1998-1999 | UPN         |
| Kenan & Kel                 | 1996–2000 | Nickelodeon |
| All That                    | 1994–2005 | Nickelodeon |